# Cyclopsitta diophthalma coxeni
O Cyclopsitta diophthalma coxeni é uma subespécie de papagaios pertencente ao gênero Cyclopsitta, sendo uma ave que não era vista na Austrália há 130 anos, até que o cientista e documentarista australiano John Young conseguiu localizar uma colônia dessas aves em 2006.

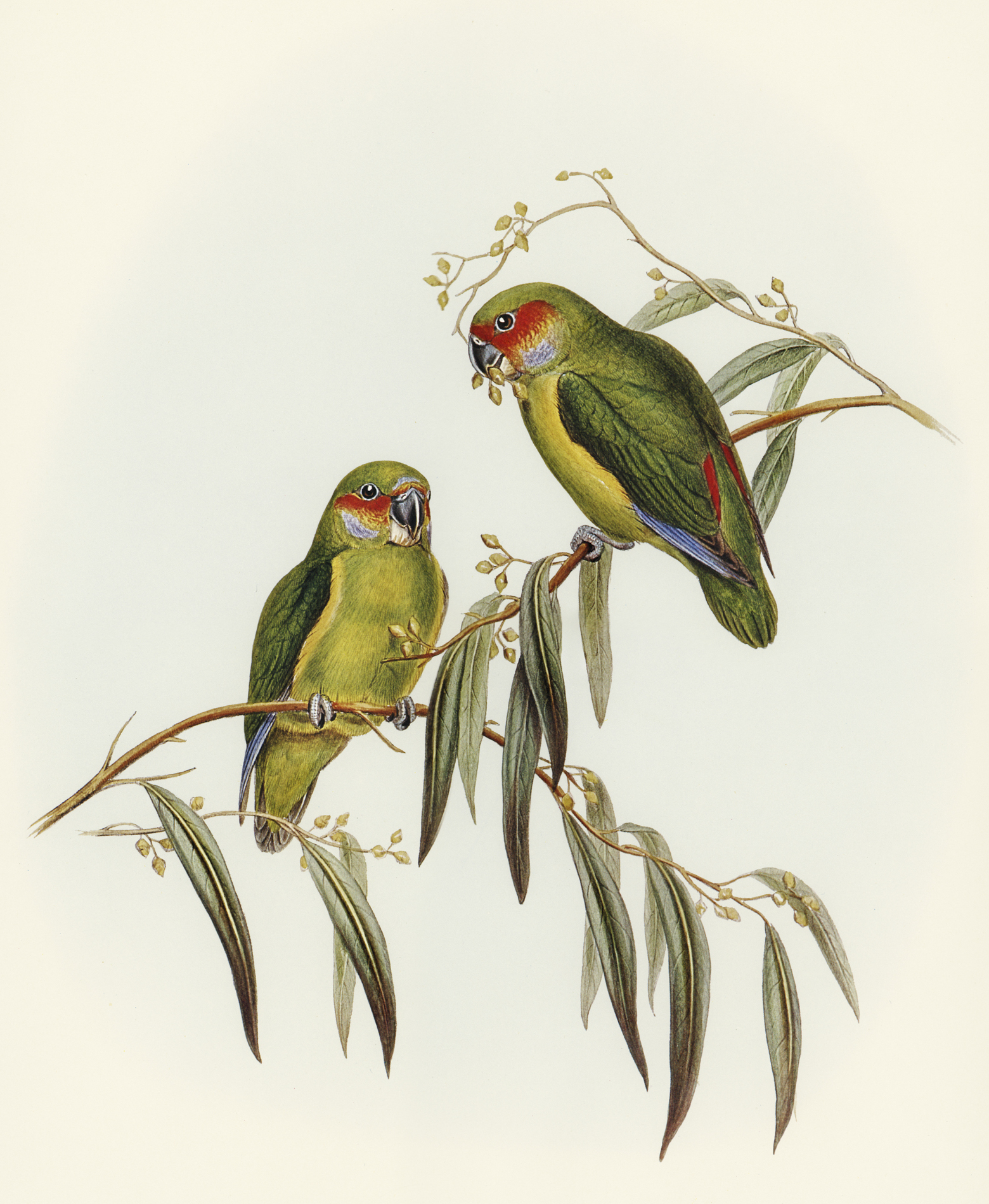
Cyclopsitta diophthalma coxeni